# Precious
 «Precious»  — перший сингл британської групи Depeche Mode з їх одинадцятого студійного альбому Playing the Angel, і 42-й в дискографії групи. Вийшов 3 жовтня 2005 року у Великій Британії та 11 жовтня у США. Обіймав четверту сходинку в UK Singles Chart, 71-шу в Billboard Hot 100 і 23-тю в Modern Rock Tracks.

## Подробиці
Це був перший оригінальний сингл групи більш ніж за три роки. Пісня була запущена на міжнародних радіостанціях і стала доступною для завантаження у цифровому форматі 22 серпня 2005 року. Відтоді, як пісня вперше була виконана наживо, її виконували на кожному концерті групи аж до 2014 року.
Незважаючи на те, що сенс більшості пісень групи прихований з огляду на те, що Мартін Гор воліє, щоб слухачі знаходили у його піснях свій сенс, для «Precious» він зробив виняток, заявивши, що ця пісня про його дітей і ті переживання, яких вони зазнали під час його розлучення з їх матір'ю.
Сторону «Б» займає «Free» — техно-біт-композиція, в якій відчувається вплив «старої школи». У США дана композиція спочатку не була доступна (не рахуючи імпортних релізів), але згодом стала доступна на iTunes. Вона також з'являється як бонус-трек на японській версії Playing the Angel.